# Menachem Mendel Taub
Menachem Mendel Taub (Hebreeuws: מנחם מנדל טאוב) (Marghita,1923 – Jeruzalem, 28 april 2019) was een Roemeens-Israëlisch rebbe behorend tot de Kaliv-groepering binnen de chassidisch-joodse richting. 

## Levensloop
Taub werd in 1923 geboren in Marghita, Transsylvanië, als een van de zeven kinderen van rabbijn Yehuda Yechiel Taub (1887-1937) en zijn vrouw Bracha Fraida Taub (d. 1939). Hij trouwde zijn eerste vrouw, Chana Sara Shapiro, dochter van opperrabijn Pinchos Shapiro (d. 1944) in de jaren veertig, voor het begin van de Tweede Wereldoorlog.
Aanvankelijk viel het mee met de Jodenvervolging in Roemenië, maar eind mei 1944, tijdens de Aktion Höss, werd hij samen met duizenden andere Hongaarse Joden in onder andere Noord-Transsylvanië gedeporteerd naar het concentratiekamp Auschwitz, waar hij drie dagen voor Sjavoeot aankwam. In Auschwitz werd hij bij de selectie voor de gaskamers geselecteerd voor de medische experimenten, welke experimenten onder leiding van Josef Mengele werden verricht. Hij kreeg in Auschwitz diverse chemicaliën ingespoten en werd blootgesteld aan een grote hoeveelheid röntgenstraling, waardoor hij later geen gezichtshaar kreeg en onvruchtbaar werd.
Hij werd eind 1944 van Auschwitz overgeplaatst naar een concentratiekamp in Wrocław en later naar concentratiekamp Bergen-Belsen, waar hij op 15 april 1945 door de Britten, samen met enkele duizenden overlevenden, werd bevrijd. In tegenstelling tot de rest van zijn directe familie, overleefde ook zijn vrouw Chana Sara Shapiro de Holocaust, met wie Taub zes maanden na het einde van de oorlog in Zweden herenigde. In 1947 emigreerden ze naar de Verenigde Staten en vestigden zich in Cleveland (Ohio).
In 1962 emigreerden hij en zijn vrouw naar Israël. Het jaar daarop stichtte hij Kiryas Kaliv in Risjon Letsion en startte met de opbouw van de Kaliv-beweging. Enkele jaren later verhuisde hij zijn hoofdkwartier van zijn beweging naar Benee Brak, om vervolgens in 2004 naar Jeruzalem te verhuizen.
Taubs eerste vrouw, Chana Sara, stierf in 2010. Op Lag BaOmer 2012 hertrouwde de 89-jarige Taub met de 55-jarige Sheindel Malnik uit Benee Brak.

## Latere leven
De laatste zestig jaren van zijn leven, sinds de Tweede Wereldoorlog, heeft de rebbe zijn leven gewijd aan de nagedachtenis van de Kedoshim ('heilige slachtoffers') van de Holocaust. De rebbe heeft het publiek altijd aangemoedigd om het Sjema Jisrael-gebed te reciteren om de slachtoffers van de Holocaust te herdenken.
In maart 2014 nam hij deel aan de jaarlijkse conferentie van het Rabbinical Congress of Europe, dat bijeenkwam in Boedapest om de 70e verjaardag van de vernietiging van het Hongaarse Joden te herdenken. Hij hield een emotioneel geladen toespraak in het Hebreeuws (en schakelde later over op het Engels). Onder andere de Amerikaanse president Barack Obama en de Russische president Vladimir Poetin waren bij deze herdenking aanwezig.

## Opvolging
Yisrael Mordechai Horowitz, een kleinzoon van rebbe Taub via zijn stiefdochter, is in 2019 aangewezen als zijn opvolger.